# کاداغستان (استان ساسانی)
کاداغستان (به فارسی میانه: Kadagistan) نام استانی در شرق شاهنشاهی ساسانی در منطقه تخارستان (در شمال‌شرقی افغانستان کنونی) بود که توسط خسرو یکم (۵۳۱–۵۷۹) پس از پیروزی او در نبرد بخارا بر امپراتوری هپتالی در سال ۵۵۷ میلادی تأسیس شد. مرکز این ولایت شهر وارلو بود که در دره رود قندوز قرار داشت.
در سال ۵۸۷، این استان برای مدت کوتاهی توسط خاقان ترک باغا قاقان (معروف به ساوه‌شاه در منابع فارسی)، که تا هرات نفوذ کرد، تصرف شد، بنابراین اجماع ۵۵۷ بین خسرو یکم و خاقان ایستامی که آمودریا را به عنوان مرز بین دو امپراتوری تعیین کرد، نقض کرد.  این سرزمین‌ها توسط بهرام چوبین فرمانده نظامی ساسانی در سال ۵۸۹ فتح شد. اما به احتمال زیاد چند سال بعد به دلیل عدم وجود سکه‌های ساسانی در آن دوره، این استان برای همیشه توسط ترک‌ها تصرف شد. 